# 赵祖武
赵祖武（1919年—2002年），男，满族，原籍浙江杭州，生于北京，中国固体力学家，曾任天津大学教授，天津市力学学会副理事长，中国力学学会理事。